# Banksův ostrov

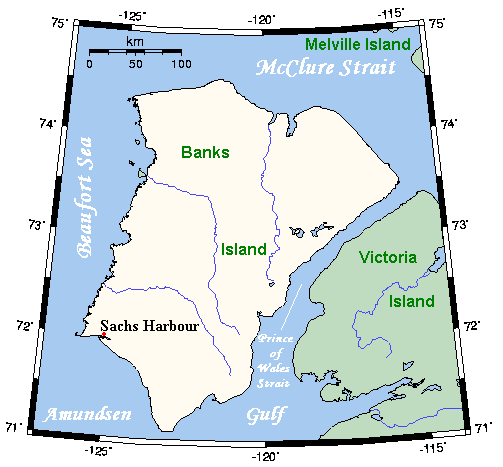
Mapa ostrova

Banksův ostrov (anglicky: Banks Island) je jedním z největších ze skupiny Kanadských arktických ostrovů. S rozlohou 70 028 km² je pátým největším ostrovem Kanady a 24. největším ostrovem světa.

## Geografická charakteristika
Ostrov se nachází v severozápadní části Kanady v provincii Severozápadní teritoria a jeho břehy na východě omývají vody Beaufortova moře, na severu Mac Clureův průliv, na jihu Amundsenův průliv a na východě jej od Viktoriina ostrova odděluje průliv prince Waleského.

## Osídlení
Jedinou trvale osídlenou osadou je Sachs Harbour, který se nachází na jihozápadním pobřeží. Na ostrově žije 114 obyvatel.

## Medvěd pizzly
V dubnu 2006 byl na ostrově zastřelen první potvrzený exemplář medvěda pizzlyho v divoké přírodě.